# Vodnjak Zamzam
Vodnjak Zamzam (arabsko بئر زمزم, latinizirano: Biʾru Zamzam arabsko: [biʔru zam.zam]) je vodnjak znotraj Masjid al-Harama v Meki v Saudovi Arabiji. Je 20 m vzhodno od Kabe, najsvetejšega kraja v islamu.
Po islamskih pripovedih je vodnjak čudežno ustvarjen izvir vode, ki se je odprl pred tisočletji, ko je Ibrahimov (Abrahamov) sin Ismal ostal z materjo Haadžar v puščavi. Navedeno je, da se je posušil med naseljevanjem Jurhuma na tem območju in da ga je v 6. stoletju ponovno odkril Abd al-Muttalib, Mohamedov ded.

## Etimologija
Izvor imena je negotov. Po mnenju zgodovinarke Jacqueline Chabbi je arabski samostalnik arabsko زمزم, latinizirano: Zamzam, onomatopeja.
Samostalnik povezuje s pridevnikoma arabsko زمزم, latinizirano: zamzam in arabsko زمازم, latinizirano: zumāzim, ki sta onomatopejska in označujeta dolgočasen zvok, ki izhaja bodisi iz oddaljenega ropotanja (grmenja) ali grlenega zvoka, ki ga oddajajo živali z zaprtimi usti ali ljudje, vendar pomeni bodisi 'obilno zalogo vode' ali 'vir vode, ki ne presahne', če se uporablja za arabsko ماء, latinizirano: māʾ, dob. ''voda''. Navaja, da ta zadnji pomen nerazumljivega grlenega zvoka zajema plast pomena, povezanega s svetim in mističnim, poleg osnovnega pojma zvoka, ki je morda povezan s konceptom obilnega toka vode.
Zgodnji islamski viri uporabljajo izraze arabsko زمزم, latinizirano: zamzama in arabsko زمازم, latinizirano: zamāzima za označevanje verskih obredov zoroastrizma in zoroastrijcev. Izrazi so onomatopejski in izhajajo iz tega, kar so Arabci razumeli kot nerazločen, drneč zvok recitiranja avestijskih molitev in svetih spisov s strani magov.
Srednjeveški arabski pisci, kot je Al-Masudi, na splošno trdijo, da je vodnjak poimenovan na račun arabsko زمزم, latinizirano: zamzama, dob. ''molitve, ki jih recitirajo zoroastrijci''. Trdijo, da so zoroastrijci zaradi svojega 'sorodstva z Abrahamom' redno romali v Meko, da bi molili nad vodnjakom. Kasnejše poročilo Badr al-Din al-Ajnija trdi, da je vodnjak poimenovan po arabsko زمازم, latinizirano: zamāzima, kar naj bi pomenilo 'uzde', ki jih je vodnjaku podaril in poimenoval po Sasanu, zoroastrskem predniku Sasanidskega cesarstva.
Drugi srednjeveški arabski viri povezujejo ime z angelom Gabrielom, ki je bil vir mrmranja, ki ga je zajela ta onomatopeja.
Hughes dodatno opredeljuje tradicijo izpeljave imena iz vzklika, ki naj bi ga naredila Hadžar, bodisi {{Langx|ar|زم، زم!|translit=zamm, zamm!|lit='napolni, napolni!'} ali domnevno egipčansko pomeni 'Stop, stop!'.

## Tradicionalni zapisi

### Tradicionalno poreklo
Islamska tradicija pravi, da je vodnjak Zamzam v neki obliki odprl Bog, da bi pomagal Hadžar, drugi Ibrahimovi ženi in Ismailovi materi. V islamskih pripovedih je Ibrahim po božjem ukazu odpeljal Hadžar in Ismaila na območje današnje Meke, kjer ju je pustil sama v puščavi. Pripoveduje se, da sta bila močno žejna. V nekaterih različicah zgodbe Hasžar hodi sem ter tja med dvema hriboma Safa in Marvah v iskanju vode. Zgodba o pojavu vodnjaka vključuje bodisi dojenčka Ismaila, ki z nogami in vodo strga po tleh. izviranje ali Bog pošlje Gabriela (Jibraila), ki posledično odpre vodnjak z uporabo različnih metod, odvisno od pripovedi. Bogastvo mističnih diskurzov, ki razpravljajo o zgodovini vodnjaka, je iz obdobja Abasidov in v veliki meri zunaj Korana, saj Koran vodnjaka ne omenja neposredno.
Po islamskem izročilu je Ibrahim obnovil svetišče, imenovano arabsko بيت ٱللَّٰه, latinizirano: Baytu 'l-llah, dob. ''Božja hiša'', blizu kraja vodnjaka. Stavba, ki naj bi jo prvi zgradil Adam in ki jo muslimansko izročilo obravnava kot izvor Kabe. Vodnjak naj bi presahnil (morda kot kazen) med naseljevanjem plemena Jurhum, ki naj bi se prvotno na to območje preselili iz Jemna. V nekaterih pripovedih, ki se osredotočajo na predmete, odložene v Zamzamu, vodnjak preprosto presahne, nato pa preden so bili Jurhumi prisiljeni zapustiti Meko, ker jih je Bog izgnal zaradi njihovih zločinov, njihov vodja zakoplje svete predmete iz Kabe na lokaciji Zamzama. V drugih, osredotočenih na sam vodnjak, so predmeti postavljeni v sam Zamzam, pri čemer vodnjak na koncu zakoplje vodja Jurhuma.

### Tradicionalno ponovno odkritje
Po tradicionalnih muslimanskih poročilih je ʿAbd al-Muṭṭalib, Mohamedov ded, odgovoren za ponovno odkritje vodnjaka. V nekem trenutku svojega življenja naj bi imel božansko slutnjo o vodnjaku. Običajna pripoved, ki jo Ibn Išak posreduje prek Ibn Hišama, vključuje štiri sanje, prve tri se nanašajo na skrivnostne predmete, imenovane arabsko طيبة, latinizirano: Ṭajba, arabsko برة, latinizirano: Barra in arabsko المضنونة, latinizirano: al-Maḍnūna, ki mu je namenjene mu je kopati, četrte nato imenuje Zamzam. Druga poročila izpuščajo tretje sanje, ki poimenujejo arabsko المضنونة, latinizirano: al-Maḍnūna. Po ʿAbd al-Muṭṭalibovih predvidevanjih da bo kopal, naj bi našel številne artefakte: figurice zlate gazele, oklep in več primerkov arabskega tipa meča: arabsko السيف القلعى, latinizirano: as-Sayf al-Qalaʿī, dob. 'Qalaʿī meč'. Ibn Saʿd posreduje dve ločeni tradiciji glede odkritja vodnjaka s strani ʿAbd al-Muṭṭaliba, eno vključuje Zamzamovo odkritje in spore glede vode med Kurejši, drugo vključuje niz sanj in omenjenih artefaktov, ne pa ne vode ne imena Zamzam.
Hawtingova analiza trdi, da ustna izročila, ki obkrožajo arabsko بئر الكعبة, latinizirano: Biʾru 'l-Kaʿba, dob. 'Vodnjak Kabe', suh vodnjak v Kabi, za katerega velja, da je bil uporabljen kot zakladnica Kabe in kot kraj za verske daritve v predislamski Meki in Zamzamu, se je na neki točki združil z zgodbami o prvem, ki so bile prilagojene za prikaz drugega.

### Kasnejša zgodovina
Komentatorji mističnih diskurzov iz obdobja Abasidov, ki obkrožajo vodnjak, kot je al-Masūdī, so razširili te zunajkoranske pripovedi. Nadalje povezujejo lokacijo z zoroastrstvom prek tega, kar si razlagajo kot zoroastrske verske artefakte, ki jih je odkril ʿAbd al-Muṭṭalib v kombinaciji z njihovimi etimološkimi analizami. Končno trdijo, da je zaradi zgodovine vodnjaka, ki naj bi bil povezan s pravo vero ljudstev v Iranu (kar menijo, da je bila), je treba islamizacijo Irana razumeti in uokviriti kot ponovno odkritje.
Tradicionalno islamsko poročilo o zgodovini vodnjaka, ki ga posreduje al-Azrakī, sledi liniji njegovega upravljanja prek Abu Taliba, ki ga je podedoval od njegovega (ponovnega) odkritelja in njegovega očeta ʿAbd al-Muṭṭaliba. Pravice do uporabe vodnjaka so bile nato domnevno prodane zaradi finančnih težav Abū Tāliba njegovemu bratu al-ʿAbbāsu, ki naj bi uvedel prvo novo uredbo v zvezi z vodnjakom s prepovedjo vse nereligiozne telesne higienske uporabe. Tako je bilo upravljanje vodnjaka Zamzam (odgovornost, imenovana arabsko سقاية, latinizirano: siqāya, dob. 'g'dajanje vode'') domnevno dedni položaj Abasidov, tj. potomcev al-ʿAbbāsa, ki je na koncu prevzel nadzor nad Meka kot celota z uporabo njihovega kalifata. Stavbe, imenovane arabsko بيت الشراب, latinizirano: Baytu 'š-Šarrāb, dob. ''Hiša pitja'', različno imenovana tudi arabsko قبات  الشراب, latinizirano: Qubbātu 'š-Šarāb, dob. ''Kupole pitja'', so bile strukture, ki so se uporabljale za shranjevanje kozarcev vode Zamzam stran od vročine. Eden od njih naj bi bil prvotno zgrajen po naročilu Abasa, samega ustanovitelja dinastije Abasidov, in ga je poimenoval po njem. Vendar al-Azrakī opisuje dobro bitje, ki je bilo popolnoma odprto v dobi Ibn Abbas, sina ʿAbbāsa. Poroča, da ga obdajata dva bazena: eden med vodnjakom in vogalom Kabe, ki se uporablja za odžejanje romarjev; in še en bazen za vodnjakom, ki se uporablja za wuḍūʾ, tj. versko obredno čiščenje, s podzemnim odtočnim kanalom, ki vodi odpadno vodo iz dvorišča Svete mošeje. Opisuje upravljavce vodnjaka, ki z mehovi za vodo izmenično prelivajo črpano vodo med bazeni. V letih 775–778 je drugi abasidski kalif Al-Mansur sponzoriral obsežne gradbene projekte v Sveti mošeji, ki so vključevali tlakovanje območja okoli Zamzama z marmorjem. Začetek v letih 833-855, med vladavino Al-Mutasima, je državni uradnik z imenom ʿUmar ibn Faraǧ ar-Ruḫḫaǧī začel vrsto gradbenih projektov, povezanih z vodnjakom, vse pa je zaznamovala njihova zapletena uporaba mozaikov. Na koncu je zgradil kupolo, ki je pokrivala vodnjak in porušil prejšnjo stavbo, ki jo je obdajala. Poleg tega je bila zgrajena kupola, ki povezuje novo kupolo nad vodnjakom in Hišo pitja. Ar-Ruḫḫaǧī je leta 843–844, med vladavino Al-Vathika, dal porušiti Hišo pitja in namesto nje zgraditi tri majhne kupole, ki obdajajo kupolo, ki pokriva Zamzam.
Leta 930 je manjšinska veja ismailizma, imenovana Karmati, začela napad na Meko. Pred tem so napadli številne karavane Abasidskega kalifata, vključno s tistimi romarjev, ki so potovali v mesto. Osvojili so Črni kamen in ga za 22 let preselili v glavno mesto svoje države v današnjem Bahrajnu. Leta 931 jih je za kratek čas vodil Perzijec Al-Isfahani, za katerega so verjeli, da je utelešen Bog, ki je neuspešno poskušal spremeniti državo Karmat v zoroastrizem. Uničili so kupolo, ki je pokrivala Zamzam. Zgodovinarji, kot je Qutb ad-Dīn, poročajo, da so bili po njihovem napadu na mesto vodnjak Zamzam in vsi drugi vodnjaki v mestu napolnjeni s trupli romarjev.
Po tem, ko so se Abasidi odpovedali upravljanju vodnjaka, se je pojavil kvazi ceh, imenovan Zamzamis, ki je ostal vsaj do konca 19. stoletja. Medtem ko je teoretično lahko kdorkoli šel do vodnjaka in napolnil posodo, ki jo je prinesel h vodnjaku, je bila v praksi ta skupina specializiranih moških na koncu odgovorna predvsem za distribucijo vode v vodnjaku. To so naredili tako, da so shranili dve vrsti napolnjenih vrčev, nekatere na lesenih podijih s kovinskimi skodelicami, druge skrite v senci. To storitev so opravili v teoriji, ne da bi zahtevali plačilo. V praksi 19. stoletja pa je bil romarju ob prihodu dodeljen Zamzami in bi mu moral plačati majhno začetno vsoto 1 dolar za vrč, ki bi nosil njegovo ime. Ta vrč bi nato Zamzami hranil za romarja. Plačilo je bilo v praksi pričakovati tudi za nadaljnje storitve Zamzamija. To je vključevalo prinašanje vode romarju ves čas njegovega romanja in polivanje po njegovem telesu med drugim za namene obrednega čiščenja (wuḍūʾ). Da bi romarja spodbudil k ustreznemu darovanju, bi mu Zamzami pokazal slabo stanje molitvenih podlog, ki jih je za romarje položil v mošeji in razložil svojo hudo potrebo po donacijah. Bolj radodarni kot so bili romarski prispevki, bolj obsežne so postale Zamzamijeve storitve; s storitvami, kot je nabava ustekleničene vode Zamzam, ki jo po romanju odnesejo domov in prinašanje vrčev naravnost v romarsko bivališče v Meki, so rezervirane za najbolj radodarne. Za dovoljenje za poklic Zamzamija je bilo potrebno drago dovoljenje velikega šarifa. Med vladavino Awn ar-Rafiqa kot velikega šarifa je na primer takšna licenca stala 50 GBP.
V 15. stoletju je mameluški sultan Kaitbaj investiral v izboljšanje kakovosti vode v vodnjaku in financiral gradnjo nove kupole, ki pokriva vodnjak. Leta 1489, med vladavino mameluškega sultana Malika an-Nāṣirja, je prišlo do rekonstrukcije Abasove kupole, tj. ene od dveh kupol pitja. Strukture, ki nosijo to ime in ponovno delujejo, so obstajale vsaj od leta 1183. Nova stavba je vsebovala velika poslikana vrata iz rumenega kamna, velik vodnjak na sredini, tri železna okna in dva kovinska vodnjaka, iz katerih so romarji lahko pili, vsi pa so bili nameščeni pod veliko kupolo. Po osmanski osvojitvi mameluškega sultanata in njihovem prevzemu oblasti v Meki je Sulejman Veličastni financiral številna gradbena in obnovitvena dela v mestu. Edna od teh so se začela leta 1540 z uničenjem strehe, ki je pokrivala vodnjak, ki je ostala nedotaknjena od Kaitbajeve vladavine. Medtem ko je gradnjo prekinila poplava, je bila nova streha dokončana januarja 1542. Leta 1621 je osmanski sultan Ahmed I. okoli vodnjaka zgradil železno kletko. Leta 1660 so osmanske oblasti nad Zamzamom zgradile novo stavbo. Po osvojitvi Meke leta 1803, med vladavino Selima III., so vahabiti, ki jih je vodil Abdulaziz bin Muhammad Al Saud, uničili kupolo, ki je pokrivala vodnjak. Leta 1964 so zadnjo stavbo, ki pokriva vodnjak Zamzam, in so jo obnovile osmanske oblasti po uničenju stavbe, v kateri je bil Zamzam, s strani prve saudske države, porušile oblasti tretje saudske države (takrat znane že kot Kraljevina Saudova Arabija). Namesto tega so odprtino vodnjaka premaknili v klet, globoko 2,5 metra, da bi sprostili prostor nad zemljo za romarje.